# 利普尼基 (莫斯季斯卡區)
49°45′30″N 23°12′40″E / 49.75833°N 23.21111°E
利普尼基（烏克蘭語：Липники），是烏克蘭西部的村莊，隸屬利維夫州的亞沃里夫區。該村始建於1488年，面積1.06平方公里，海拔高度213米，2001年人口580，人口密度每平方公里548.2人。